# Dave de Jong
Dave de Jong  (Rotterdam, 26 april 1975) was een Nederlandse voetballer van De Graafschap in Doetinchem, Willem II in Tilburg, VfL Osnabrück en KV Mechelen. Hij is een zoon van Theo de Jong.
Na zijn profcarrière ging hij voetballen bij de amateurs van Babberich en DZC '68 (Doetinchem). Hierna ging hij aan de slag als amateurtrainer bij achtereenvolgend VVO, DVV Duiven en DVC'26. Met ingang van het seizoen 2018/19 is hij werkzaam bij AZSV uit Aalten.